# Tercera divisió espanyola de futbol
La Tercera divisió va ser un torneig de la Lliga espanyola de futbol masculina. Va deixar de disputar-se al final de la temporada 2020-21. A partir d'aquell moment, va començar a disputar-se la nova Segona Divisió RFEF com a quart nivell i la Tercera RFEF com a cinquè.
Va ser creada a la temporada 1929-30 i era una categoria no professional. Entre 1929 i 1977, any en què es va crear la Segona B, ocupava el tercer nivell per sota de la Segona Divisió, amb l'excepció d'algunes temporades en què va deixar d'existir. Entre 1977 i 2021 era la quarta categoria per sota de la primera, la segona i la segona B i era la categoria superior a les divisions regionals, com la Primera Catalana, la Regional Preferent valenciana i la Primera Regional Preferent de les Illes Balears. En les seves darreres edicions estava estructurada en un grup per cada federació autonòmica, excepte en el cas de la Federació Andalusa i les de les dues ciutats autònomes, que formaven dos grups entre les tres entitats: un amb els equips d'Andalusia Oriental i Melilla i un altre amb els d'Andalusia Occidental i Ceuta. A final de temporada es disputaven promocions d'ascens a nivell nacional pel que mantenia la consideració d'última categoria nacional de la lliga espanyola.

## Història
La Tercera Divisió es va crear la temporada 1929-1930, és a dir, a partir de la segona edició de la lliga espanyola de futbol masculina. Històricament la Tercera Divisió era la tercera categoria de la lliga espanyola, per sota de la Segona Divisió. A la temporada 1977-1978, amb la creació de la Segona Divisió B, va passar a ser la quarta categoria de la lliga espanyola.
La seva estructura, així com el nombre de grups i equips participants va canviar en múltiples ocasions al llarg de la història.
En la seva primera edició, la fase prèvia distribuïa a 33 equips en 8 grups diferents, dels quals van ser campions: Club Gijón, Barakaldo Club de Futbol, Club Atlètico Aurora, Club Deportivo Patria Aragón, Club Esportiu Castelló, Sporting Club Sagunto, Cartagena Fútbol Club i Recreativo de Huelva. Ja en la fase eliminatòria, el Castelló es va convertir en el primer campió de la categoria al vèncer per un ajustat 3-2 al Recreativo de Huelva.
Com la resta de categories de la lliga espanyola de futbol, la Tercera Divisió va deixar de disputar-se durant la Guerra Civil, a partir d'1936. El 1939 van tornar a disputar-se la Primera i Segona Divisió, tot i que la Tercera no va tornar a posar-se en marxa fins a un any després. Després de la temporada 1940-1941, la Tercera Divisió va ser suprimida, quedant reemplaçada per la Primera Categoria Regional. No obstant això, dos anys després, per a la temporada 1943-1944, va ser novament recuperada.
L'última gran reestructuració de la categoria abans de la seva desaparició el 2021 va tenir lloc a la temporada 1980-1981, quan es van crear nous grups i es va començar a fer una distribució autonòmica d'aquests, encara que van ser necessàries diverses campanyes per obtenir l'actual organització. Des que tenia aquesta nova estructura, la Societat Esportiva Tenisca de Santa Cruz de la Palma va ser l'únic club a Espanya que va participar en totes les seves edicions mantenint el rècord permanent amb la desaparició de la categoria.

### Evolució del número de grups
| Grups | Període   | Notes |
| ----- | --------- | --- |
| 8     | 1929-1930 | |
| 4     | 1930-1931 | |
| 6     | 1931-1932 | |
| 8     | 1932-1934 | |
| 6     | 1940-1941 | |
| 9     | 1943-1945 | |
| 10    | 1945-1946 | |
| 12    | 1946-1947 | |
| 8     | 1947-1948 | |
| 6     | 1948-1949 | |
| 5     | 1949-1950 | |
| 6     | 1950-1954 | |
| 16    | 1954-1957 | |
| 14    | 1957-1968 | |
| 8     | 1968-1970 | |
| 4     | 1970-1977 | Al finalitzar la temporada 1969-70, es va produir el descens a Regional de 12 equips de cadascun dels vuit grups, de manera que a partir de la temporada 1970-71 la Tercera Divisió es va estructurar en 80 equips distribuïts per proximitat geogràfica en quatre grups, de forma molt similar a la composició actual de la Segona Divisió B |
| 6     | 1977-1979 | Després de la creació de la Segona Divisió B el 1977, la Tercera Divisió va passar a conformar el quart nivell en el sistema de lligues. Els 120 equips participants van ser repartits, sota criteris de proximitat geogràfica, en sis grups |
| 8     | 1979-1980 | Per primera vegada, a la temporada 1979-80 es va crear un grup exclusiu per a una federació territorial, la Balear. Per a això, catorze equips de categoria regional balear van pujar a Tercera per unir-se als sis ja existents, quedant format el VIII. Altres 32 equips de la resta de país van obtenir l'ascens i van substituir als sis descendits per sumar un total de 160 equips a Tercera, distribuïts en vuit grups |
| 13    | 1980-1983 | El 1980, 103 ascensos i només tres descensos va marcar un increment dels equips de Tercera fins als 260, que van ser repartits en tretze grups, ja amb una clara vocació territorial: grup I per equips gallecs, l'II per a asturians i càntabres, el III per bascos, el IV per aragonesos, navarresos i de la Rioja, el V per catalans, el VI per a valencians, el VII per castellans (madrilenys i manxecs), el VIII per la Federació Oest (més tard Federació de Castella i Lleó), el IX per a Andalusia Oriental i Melilla, el X per a Andalusia Occidental, Ceuta i Extremadura, el XI per Illes Balears, el XII per les Illes Canàries, i el XIII per equips murcians, Albacete i alguns del sud d'Alacant |
| 14    | 1983-1986 | A la campaña 1983-84 és el torn dels extremenys de crear el seu propi grupo, el XIV, deixant el grupo X, que queda reservat per a Andalucía Occidental i Ceuta |
| 16    | 1986-1987 | A la temporada 1986-87 el grup II que compartien asturians i càntabres es queda en exclusiva per als equips asturians, creant-se un grup nou per als conjunts càntabres (que passa a ser el III). Paral·lelament, el grup IV en el qual havien competit aragonesos, navarresos i de la Rioja es divideix en els nous grups XV (per navarresos i de la Rioja), i XVI (per als aragonesos) |
| 17    | 1987-1989 | A la temporada 1987-88 es divideix el grupo VII, el de la Federació Castellana, quedant-se aquest en exclusiva per als equips madrilenys mentre que els manxecs són enquadrats en un nou grup, el XVII |
| 18    | 1989-1992 | A la temporada 1989-90 es va produir una incorporació massiva d'equips de la comarca del Baix Segura al grup valencià, el VI, de manera que aquesta federació va haver de repartir als seus equips en dos grups, el Grup VI Nord i el Grup VI Sud, perllongant aquesta situació durant tres anys |
| 17    | 1992-2004 | Finalment, la Federació Valenciana va decretar que a la temporada 1991-92 es producirien deu descensos directes en cadascun dels dos grups valencianos, per tenir un sol grupo de Tercera a partir del any següent |
| 18    | 2004-2021 | A la temporada 2004-05 el grup XV que compartien equips navarresos i de la Rioja es desdobla en grupo XVa per als equips navarresos i grup XVb pels de la Rioja, mantenint-se aquesta denominació durante dues temporades. A la temporada 2006-07 el grup navarrés es queda amb la denominació grup XV, mentre que el de la Rioja adopta la nomenclatura grup XVI i els grups d'Aragón i de Castella-La Mancha passen a anomenar-se grups XVII y XVIII respectivament |

## Sistema de competició

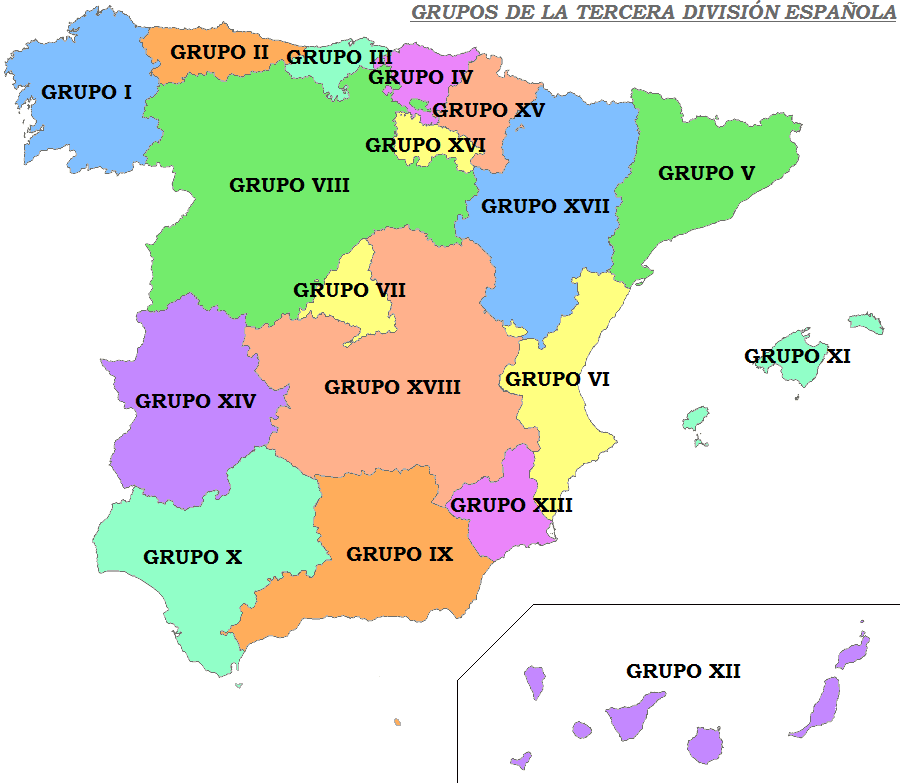
Grups de la Tercera Divisió

La Tercera Divisió, igual que les altres categories, és un torneig que se celebra cada any. Actualment hi participen 364 equips. Aquesta categoria es va reestructurar de cara a la temporada 2006-2007 quedant un total de 18 grups, la majoria de 20 equips i els altres entre 18 i 22 equips.
La distribució geogràfica dels grups és la següent:
| - I - Galícia - II - Astúries - III - Cantàbria - IV - País Basc - V - Catalunya - VI - País Valencià | - VII - Comunitat de Madrid - VIII - Castella i Lleó - IX - Andalusia Oriental i Melilla - X - Andalusia Occidental i Ceuta - XI - Illes Balears - XII - Canàries | - XIII - Regió de Múrcia - XIV - Extremadura - XV - Navarra - XVI - La Rioja - XVII - Aragó - XVIII - Castella-La Manxa |

### Ascens
El sistema d'ascens és el mateix que de Segona B a Segona divisió, i ha patit les mateixes remodelacions en els darrers anys. Fins a la temporada 2007/08 la promoció d'ascens a segona B es feia formant 18 grups de 4 equips, amb la condició que a cadascun d'ells no hi hagi equips del mateix grup original i que hi hagi un primer, un segon, un tercer i un quart. Primerament es feia per sistema de lligueta tots contra tots a anada i tornada. Posteriorment es va implantar el sistema d'eliminatòria directa a doble partit: primer contra quart i segon contra tercer i el dos guanyadors a la final.
Des de la temporada 2008/09 el sistema ha variat lleugerament. En una primera eliminatòria s'enfronten, d'una banda, els 18 campions entre ells, pujant els 9 guanyadors a la Segona B. Paral·lelament, els segons s'enfronten als quart i els tercers entre ells en altres 27 eliminatòries. Aquests 27 equips guanyadors s'afegeixen als 9 primer perdedors en dues rondes més, fins a quedar tan sols 9 equips, que també ascendiran a la divisió de bronze.

### Descens
El nombre d'equips que descendeixen depèn de cada federació autonòmica. A la majoria de grups són els tres últims equips classificats els que descendeixen a les divisions regionals. Si després de coneguts el nombre d'equips que ascendeixen i descendeixen de cada grup, un grup queda amb més de 20 equips, les federacions autonòmiques podran decidir descensos addicionals de manera que el nombre d'equips quedi entre 20 i 22.

## Classificació històrica
Classificació històrica per temporades, actualitzada fins a la temporada 2020-2021:
| Temporades | Equips |  |
| ---------- | --- |  |
| 67         | Real Murcia CF B |  |
| 61         | Arenas Club |  |
| 58         | CE Eldenc, CE Constància |  |
| 56         | Rayo Cantabria, CE Europa |  |
| 55         | CD Tudelano, CP Cacereño, CE Manacor |  |
| 54         | Gimn. Segoviana CF, CD Basconia |  |
| 53         | CE Atlètic Balears, Arosa SC, UE Poblera |  |
| 52         | Caudal Deportivo, CD Don Benito |  |
| 51         | Club Lemos, Coria CF, CA Monzón, UP Plasencia |  |
| 50         | CD Mirandés, CD Guadalajara, Club Siero, CD Calahorra |  |
| 49         | RSG Torrelavega, RCD Fabril, CF Reus Deportiu, UDC Txantrea |  |
| 48         | RSG Torrelavega, RB Linense, CD Getxo, CD Laredo |  |
| 47         | CD Turón, CE Alaior, CE Júpiter, CD Oberena |  |
| 46         | SD Ponferradina, UD Salamanca B, EC Granollers, CE Acero, CF Badalona(1), SD Barreda Balompié |  |
| 45         | Alacant CF, CE Olímpic de Xàtiva |  |
| 44         | Girona FC, CD Tortosa, Tolosa CF, Santoña CF, CF Sporting Maonès, SD Ejea, RCD Carabanchel |  |
| 43         | CF Gandia, Ontinyent CF, UD Barbastro, UE Sant Andreu, Novelda CF, Andorra CF, Algeciras CF, Real Ávila CF, Alondras CF |  |
| 42         | CD Leonesa B, CA Bembibre, AD Sabiñánigo, UE Alzira, CD Teruel, Real Valladolid Promesas |  |
| 41         | CD San Fernando, CD Manchego, SD Tenisca, CD Alfaro, Racing Club Portuense, CD Toledo |  |
| 40         | Jerez Industrial CF, Real Unión, CE Binèfar, CD Puertollano, SCD Durango, UB Conquense |  |
| 39         | CE Manresa, CP Villarrobledo, Deportivo Aragón, Moralo CP, CD San Martín, Málaga CF, Gran Peña FC, SD Erandio Club |  |
| 38         | Orihuela Deportiva CF, Atlètic Ciutadella CF, Peña Sport FC, Utebo FC, CD Cayón, Atlético Sanluqueño CF, Castro FC, RC Celta de Vigo B |  |
| 37         | Elx CF Il·licità, CD San Fernando, Vélez CF, CP Mérida |  |
| 36         | CE Binissalem, C Haro D, CD Amorebieta, RSD Alcalá, CD Lugo, CD Izarra, La Bañeza FC, Real Aranjuez CF, Ayamonte CF |  |
| 35         | CD Díter Zafra, SAD Galáctico Pegaso, UCD Burladés, Águilas CF, Puerto Real CF, Real Avilés CF, CD Naval |  |
| 34         | CE Onda, CF Igualada, CD Tenerife "B", CD Valle de Egüés, CD Sariñena, Gernika Club, Real Oviedo Vetusta, CD Pozoblanco, CD Colonia Moscardó, CD Santurtzi |  |
| 33         | Terrassa FC, CE Mataró, CF Gavà, UP Langreo, CD Lagun Onak, SD Almazán, UD Gijón Industrial, Úbeda CF, CD Numancia, CD Béjar Industrial |  |
| 32         | Las Palmas Atlético, Unión Montañesa Escobedo, AD Parla, Martos CD, CD Badajoz(2), SD Hullera Vasco-Leonesa, FC Martinenc |  |
| 31         | CF Balaguer, CF Sóller, PE Santa Eulària, Zalla UC, Club Portugalete, CD Alcoià, Aurrera Kirol Elkartea, CF Valdepeñas, SE Sueca |  |
| 30         | CE Alcoià, CE Ferrioler, Atlético Albacete, SD Huesca, CD Cieza, UD Ibarra, Cartagena FC, Albacete Balompié, Cultural D. Guarnizo, Sestao SC, UE Sants |  |
| 29         | CE Borriana, FC Vilafranca, CE Felanitx, Club Marino de Luanco, Cultural y Deportiva Leonesa, Jumilla CF, CD Laguna, CD Arnedo, CD Logroñés, Pontevedra CF, CD Ronda |  |
| 28         | València CF Mestalla, Catarroja CF, FC Santboià, UA Horta, UE Olot, AEC Manlleu, Jerez CF, Real Madrid CF C, Rayo Vallecano "B", Betis Deportivo Balompié, Atlético Astorga FC, SD Beasain, CF Gimnástico de Alcázar, Ribamontán al Mar CF, UD Socuéllamos CF, SD Eibar, C.At. River Ebro, CD Iruña, CD Elgoibar, Viveiro CF, Juventud de Torremolinos CF, CD Praviano |  |

(1) No es comptabilitzen les temporades del CF Badalona després de la fusió amb la Unió de l'Esport Badaloní (any 2002), considerant que són dos clubs diferents.

(2) No es comptabilitzen les temporades del CD Badajoz des de 2012 en que es va refundar com un club diferent.